# Enevo (distrikt i Bulgarien, Dobritj)
Enevo (bulgariska: Енево) är ett distrikt i Bulgarien.   Det ligger i kommunen Obsjtina Dobritj-Selska och regionen Dobritj, i den nordöstra delen av landet, 400 km öster om huvudstaden Sofia.
Trakten runt Enevo består till största delen av jordbruksmark. Runt Enevo är det ganska tätbefolkat, med 78 invånare per kvadratkilometer.